# エッケ・ホモ (カラヴァッジョ、マドリード)
 『エッケ・ホモ』（西: Ecce Homo、英: Ecce Homo）は、イタリア・バロック期の巨匠ミケランジェロ・メリージ・ダ・カラヴァッジオに帰属される絵画である。17世紀にイタリアからスペインにもたらされ、スペイン王フェリペ4世の個人コレクションに入った。19世紀にはエバリスト・ぺレス・デ・カストロの所有に帰し、2021年4月、ホセ・デ・リベーラ帰属の作品として、デ・カストロの子孫によりアンソレーナの競売に出されたが、スペイン政府が専門家からカラヴァッジオの作品である可能性を指摘され、競売は中止された。その後、作品はアンドレア・チプリアーニ (Andrea Cipriani) と彼のチームにより修復され、現在、作品を購入した個人所有者からマドリードのプラド美術館に寄託されている。

## 歴史
この絵画は1605-1609年の間に描かれたと考えられており、その後、スペインにもたらされた。1631年にはスペイン総督の書記フアン・デ・レスカーノ (Juan de Lezcano) に所有され、1657年にはカストリーリョ伯爵 (Count of Castrillo) ガルシア・デ・アベリャンダ・イ・アロの所有となる。続いてフェリペ4世に献上され、彼の個人コレクションに入った。後に、作品はカルロス4世治下のスペインの首相マヌエル・デ・ゴドイの手中に帰したが、19世紀初頭に王立サン・フェルナンド美術アカデミーに移されている。そして、1823年に作品はエバリスト・ぺレス・デ・カストロが所有していたアロンソ・カーノの作品と交換され、一家のマドリードのコレクションに継承されることとなった。デ・カストロ一家は2021年の4月に本作をホセ・デ・リベーラ周辺の画家の作品として1,500ユーロで競売に出したが、スペイン政府は専門家たちから絵画がカラヴァッジョの作品である可能性を通告され、競売を中止するにいたった。その後、デ・カストロ一家から作品を購入した個人所有者からの寄託により、2024年5月27日以来、作品はマドリードのプラド美術館に展示されている。

## 主題
本作の場面は、磔刑に処される前のイエス・キリストが群衆に晒される聖書の記述から採られている。『新約聖書』の「マタイによる福音書」 (27章11-31)、「マルコによる福音書」 (15章2-20)、「ルカによる福音書」 (23章3-25) 、「ヨハネによる福音書」 (18章33-19章16) によれば、イエスは謀反人として古代ローマ総督ピラトの前に引き出された。当時、ユダヤは古代ローマの支配下にあり、正式な刑を下す権利はローマ人持ち合わせていなかったからである。
ちょうどそのころ、牢の中にはバラバという殺人犯がいた。そこで群衆に対し、ピラトはイエスとバラバとどちらを釈放するべきか問いかけた。群衆の答えは「バラバを！」であった。彼らはユダヤのために立ち上がろうとしないイエスに嫌気がさしていたのである。ピラトは後ろめたい思いを抱きながら、イエスの処遇をユダヤ人たちに任せる。こうしてキリストの処刑が確定すると、総督の兵士たちはイエスに茨の冠を被せて嘲笑した。ピラトは、イエスに対する処刑判決を下した時に「エッケ・ホモ」 (この人を見よ！) といった。

## 作品
画面のイエスは茨の冠を着け、血を流した姿で表されており、その前にピラトがいる。別の1人 (兵士) がイエスの背後から赤い衣を捧げもっている。イエスの茨の冠、赤い衣に加え葦の笏は、ユダヤ人の王であるという彼の主張を嘲るものである。
鑑賞者に最も近く、バルコニーの欄干にもたれかかっている人物はピラトである。暗示されている群衆と鑑賞者を直接見つめながら、彼は優柔不断に苛まれている。イエスを咎め立てる証拠が何もなく、ピラトはイエスの命運を群衆に任せているが、イエスは「磔にしろ！」という群衆の叫び声により死刑宣告を受けている。カラヴァッジオの様式を特徴づける、劇的なキアロスクーロで明るく照らし出されたイエスは構図の中心を占めている。彼の顔と身体に見られる血の滴りは、兵士により彼の肩に掛けられた衣服の赤色と呼応しており、彼の青白い身体とは対照的である。悲しみと諦観を示すイエスは緊密に配置された人物群の中で画面の対角線上に配置され、彼の笏も対角線と同じ方向に配置されている。口を開けた兵士はおそらく群衆に向かって叫んでおり、それが作品の劇的な性格を高めている。彼の目に見られる、際立つ白い点は渦巻く感情を伝えているが、それが憎悪、パニック、憐憫のどれによるものなのかは不明である。3人の人物はいずれもカラヴァッジョの以前の絵画に登場する人物像を想起させ、彼らの劇的なジェスチャーは画家の好んだ叙述方法に典型的なものである。

## 帰属

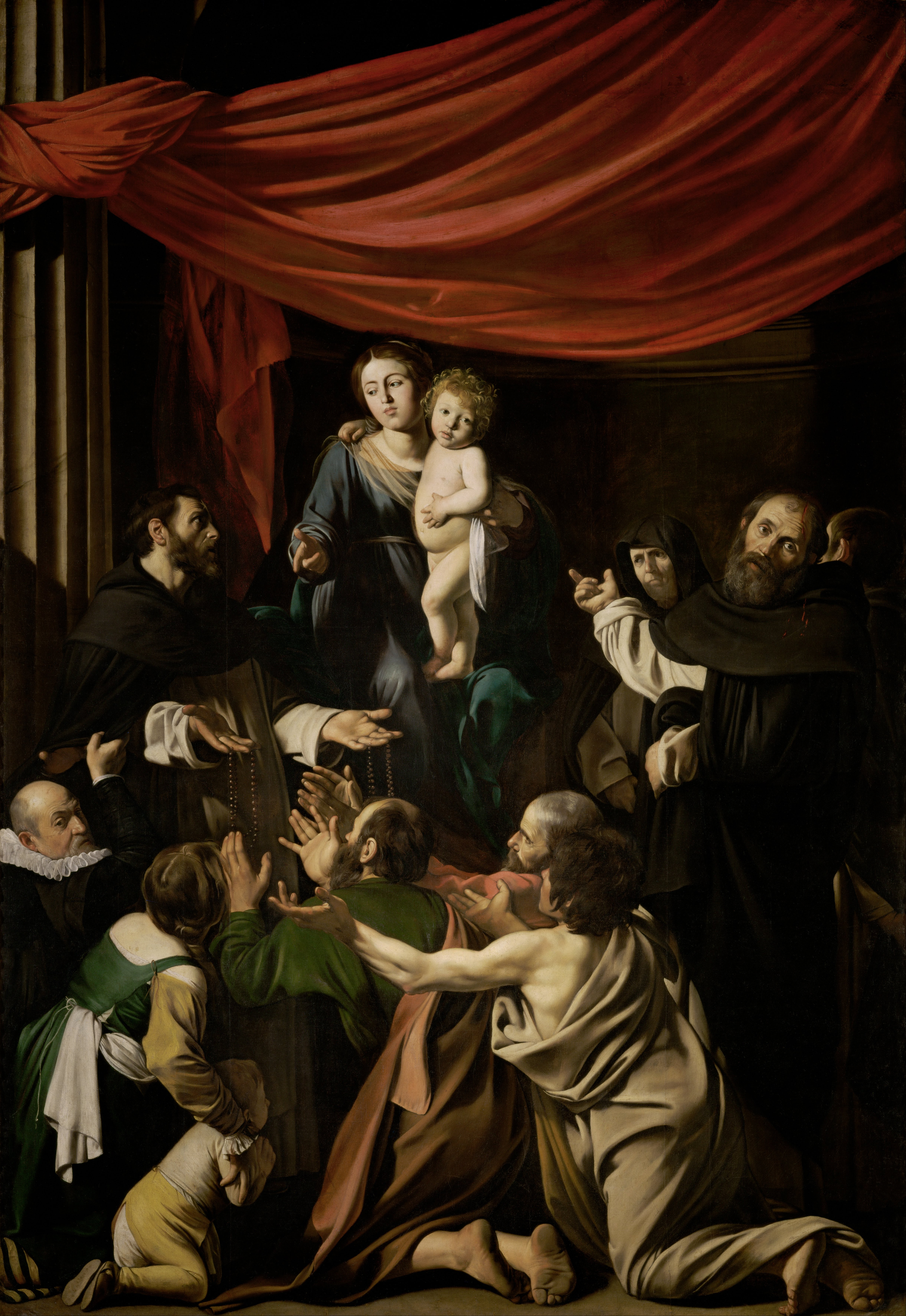
カラヴァッジオ『ロザリオの聖母』 (1606-1607年ごろ)、美術史美術館、ウィーン) は、『エッケ・ホモ』と比較されている。

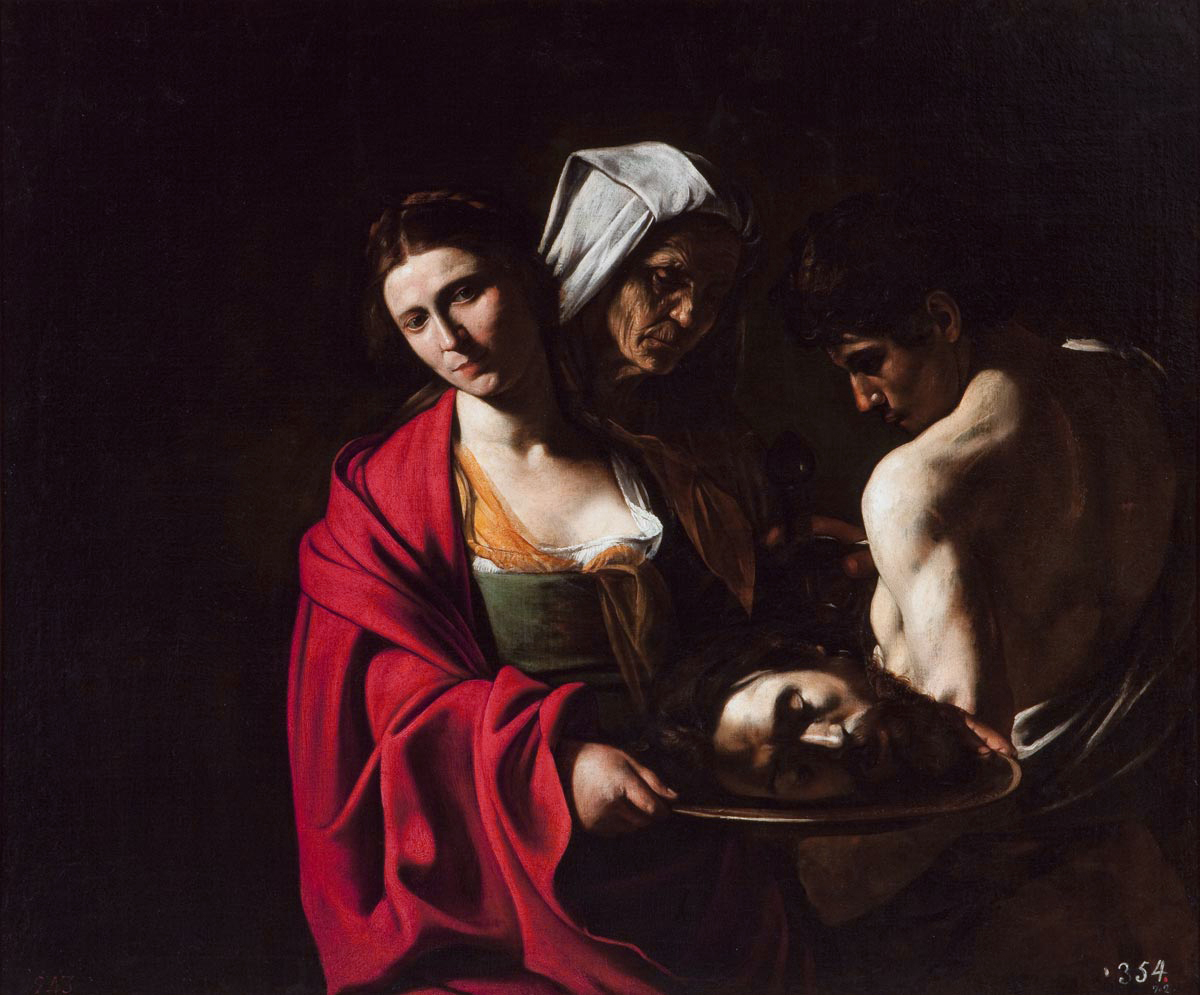
カラヴァッジオ『洗礼者ヨハネの首を持つサロメ』 (1606-1607年)、王室コレクション美術館、マドリード)

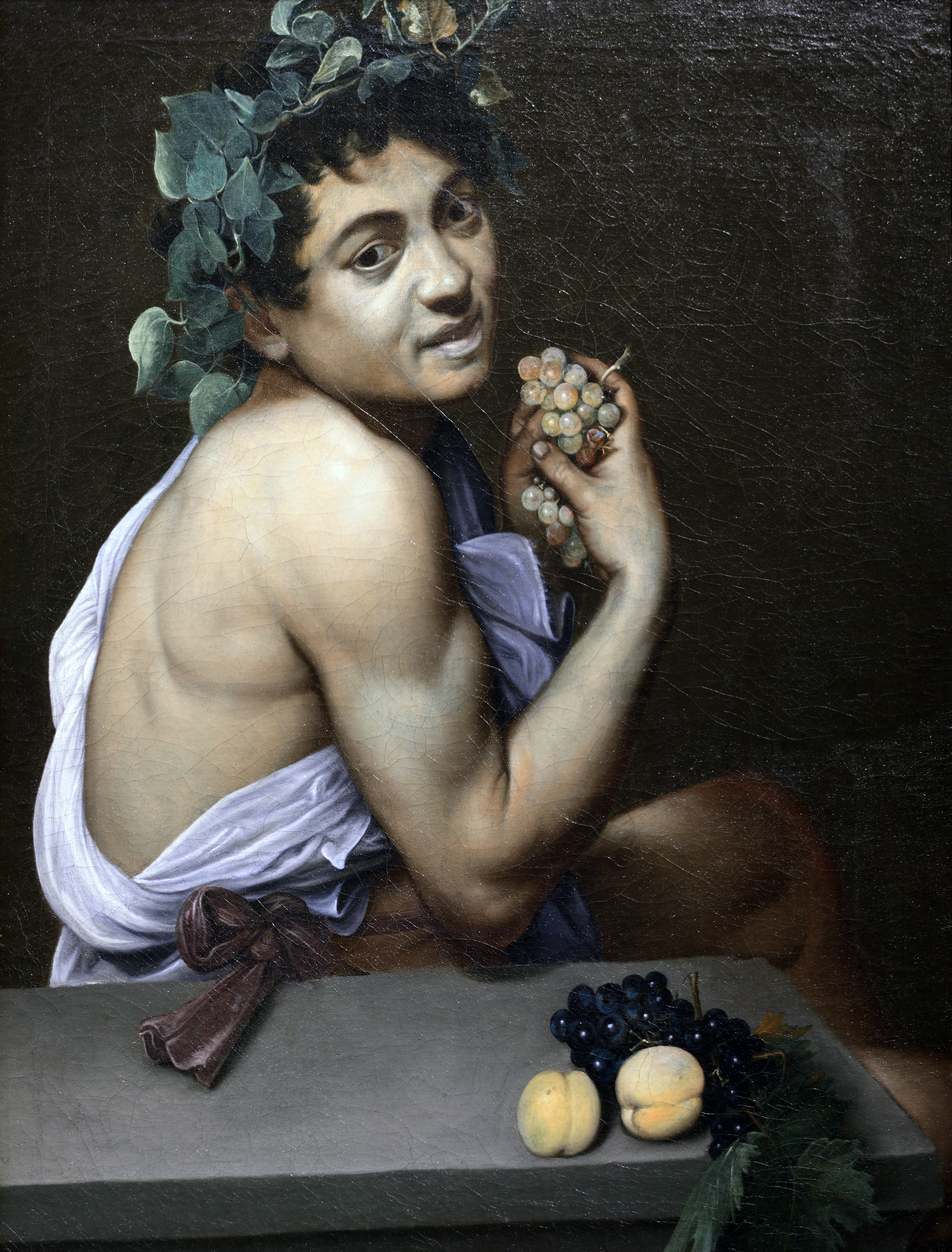
カラヴァッジオ『病めるバッカス』 (1593年ごろ)、ボルゲーゼ美術館、ローマ)

競売に出された際、本作『エッケ・ホモ』は、カラヴァッジオの絵画様式を模倣したホセ・デ・リベーラ周辺の無名画家に帰属されていた。作品の特定の細部に研究者たちが気づいてからは、1610年に死去したカラヴァッジョに概ね帰属されることとなった。カラヴァッジオ作として特定化されたのは、筆致、絵画のサイズ、そして他のカラヴァッジオ作品との類似点によるものであった。
ローマ・トレ大学の美術史教授マリア・クリスティーナ・テルザーギ (Maria Cristina Terzaghi) は、イエス・キリストの頭部と胴体、そして絵画に見られる「3人物の三次元的特質」をカラヴァッジオ作とする根拠として挙げた。テルザーギは、画面の赤い衣を『洗礼者ヨハネの首を持つサロメ』 (王室コレクション美術館、マドリード) に見られる赤い衣と類似していることも発見した。彼女はまた、本作が『ロザリオの聖母』 (美術史美術館、ウィーン) のようなカラヴァッジオのほかの作品に類似していることに気がついた。ボローニャ美術アカデミー教授マッシモ・プリ―ニ (Massimo Pulini) は、「キリストの顔の傾き、光、(そして) 『病めるバッカス』 (ボルゲーゼ美術館、ローマ) 中のバッカスの顔に似ていると気づいた兵士の顔」にもとづいて、『エッケ・ホモ』をカラヴァッジオ作品であると考えた。ほかにもカラヴァッジオ研究の第一人者である美術史家のジャンニ・パーピ (Gianni Papi)、ナポリ東洋大学美術史学科教授のジュゼッペ・ポルツィオ (Giuseppe Porzio)、メトロポリタン美術館の学芸員キース・クリスティアンセン (Keith Christiansen) らが本作をカラヴァッジオの真作であるとしている。 
絵画のカラヴァッジオへの帰属については、研究者たちによって議論されてきている。17世紀イタリア絵画の専門家二コラ・スピノーザ (Nicola Spinoza) は絵画がカラヴァッジオの様式で描かれていると考えるが、真筆ではないとしている。専門誌『フィネストレ・デッラルテ (Finestre dell'Arte) 』において、カミッロ・マヅィッティ (Camillo Mazitti) は、絵画が「カラヴァッジオの劇的な力」を欠いているという意見を述べた。